# Пеляткинське газоконденсатне родовище
Пеляткинське газоконденсатне родовище — одне з родовищ на північному заході Красноярського краю Росії. Станом на 2016 рік найбільше за запасами газу у групі, що забезпечує постачання Норильського промислового району. Відноситься до Єнисейсько-Хатангської газоносної області Єнисейсько-Анабарської (Хатангсько-Вілюйської) нафтогазоносної провінції, або за іншою класифікацією Єнисейсько-Лаптевської нафтогазоносної провінції.
Родовище відкрите у 1969 році в 170 км на північний захід від Дудінки у верхів'ях річки Пелятка. Поклади вуглеводнів знаходяться у відкладеннях нижньої крейди на глибині 2343—2583 метрів. Виявлено 5 газоконденсатних покладів пластово-склепінного та масивно-пластового типів. Колектори — пісковики з високою пористістю (14-17 %) та середньою проникністю.
Запаси за російською класифікаційною системою по категоріях С1+С2 складають 224 млрд.м3 газу та 11 млн.т конденсату.
Роботи по освоєнню родовища розпочались у 1999 році, перша продукція поставлена споживачам в 2003-му. Видача газу відбувається спочатку на Північно-Соленинське родовище, після чого через Дудінку на Норильськ. У 2014 році для підвищення надійності газопостачання та розширення потужності з 10,2 до 12,2 млн.м3 на добу спорудили лупінг довжиною 28 км на ділянці газопроводу між Пеляткинським та Північно-Соленинським. 